# Sumber Rejo Timur
Sumber Rejo Timur is een bestuurslaag in het regentschap Deli Serdang van de provincie Noord-Sumatra, Indonesië. Sumber Rejo Timur telt 24.937 inwoners (volkstelling 2010).